# 海尼根綠茶
海尼根綠茶—是一種在台灣茶飲店，可見的特調飲品，最早發源於台中，原是酒吧中的調酒，經休閒小站內之員工趙世銓改良後，便開始在休閒小站直營店台中一中店，逢甲店，東海店販賣，尤其在台中一中店造成熱賣，進而推至全國休閒小站加盟店開始販賣，漸漸成為風潮後，台灣各地的茶鋪開始仿照販賣。

## 作法
首先，將海尼根啤酒加入綠茶以及百香果原汁（或者是：帶酸味的水果調味醬），各家都有稍微不同的作法但是以休閒小站做法最為正統，但主原料是海尼根跟綠茶。

## 優缺點
優點
在炎炎夏日下，可以用來消暑。
缺點
因其中含有啤酒，在茶舖販賣需要注意避免未滿法定飲酒年齡者購買，飲用後不可駕駛車輛。

## 其他
在市面，茶飲店上市價大致在台幣35元至45元間。